# Wólka Ratowiecka
Wólka Ratowiecka – wieś w Polsce położona w województwie podlaskim, w powiecie białostockim, w gminie Czarna Białostocka.
W 1921 roku wieś liczyła 31 domów i 160 mieszkańców, w tym 114 katolików i 46 prawosławnych.
W latach 1975–1998 miejscowość administracyjnie należała do województwa białostockiego.
Siedzibą parafii dla katolickich mieszkańców wsi jest Czarna Wieś Kościelna, w której mieści się parafia pw. Matki Bożej Anielskiej, zaś dla prawosławnych mieszkańców jest to Czarna Białostocka, gdzie znajduje się parafia pw. Świętych Niewiast Niosących Wonności.
We wsi znajduje się stacja kolejowa.
Wierni kościoła rzymskokatolickiego należą do parafii Matki Bożej Anielskiej w Czarnej Wsi.